# Jamie James
Jamie James (* 4. August 1953 in Toronto, Ontario, Kanada) ist ein kanadischer Gitarrist, Sänger und Songwriter, der vor allem für seine Mitwirken bei Steppenwolf 1977 und später mit  DQ and The Sharks (DQ = Dennis Quaid) bekannt wurde. Er war außerdem Leadsänger und Gründungsmitglied des Trios The Kingbees (alias Jamie James and The Kingbees).

## Biografie
Jamie James war ursprünglich als Frontmann und Gründer des Rockabilly-Trios The Kingbees bekannt, das zwischen 1978 und 1982 aktiv war. Zu der Gruppe gehörten der Schlagzeuger Rex Roberts und der Bassist Michael Rummans. Die Kingbees nahmen zwei Alben mit David J. Holman auf und produzierten auf RSO. Die erste mit dem Titel „The Kingbees“ (veröffentlicht im März 1980) enthielt den von James verfassten Hit „My Mistake“ (Platz 81 der Billboard-Hot-100-Charts). Das zweite Album mit dem Titel The Big Rock wurde im März 1981 veröffentlicht und löste auch landesweite Tourneen, einen Auftritt bei Dick Clarks American Bandstand und eine Cameo-Auftritt im Film „The Idolmaker“ aus. Kurz darauf löste sich die Band auf.
1983 veröffentlichte James eine Solo-EP mit dem Titel The Big One bei Vanity Records. In den späten 1980er Jahren schloss sich James mit dem bekannten Schauspieler Harry Dean Stanton zusammen, um ein einzigartiges Musikensemble zu gründen, das bis zum Jahr 2000 auftrat. Im gleichen Jahr gründete James die Rock-’n’-Roll-Band „DQ and The Sharks“ mit dem Schauspieler und Musiker Dennis Quaid.
1993 veröffentlichte James außerdem eine Solo-LP mit dem Titel Cruel World auf Schoolkids Records. Im Jahr 2000 veröffentlichte er bei Oglio Records seine neueste Solo-LP mit dem Titel Crossroads. Oglio veröffentlichte außerdem eine CD-Ausgabe mit zwei Alben, der ersten und zweiten LP, der Kingbees.
James lebt in Los Angeles, wo er mit seinem Freund und Geschäftspartner Fred Wehba ein neues Plattenlabel (We Jam Music) gründet hat. auf diesem wurde dann auch Love Attack veröffentlicht.

## Diskografie

### Mit The Kingbees
- 1980:  The Kingbees, Album
- 1981: The Big Rock, Album

### Singles
- 1980: "My Mistake", Platz 81 in den Billboards USA
- 1980: "Shake-Bop"

- 1980: "Sweet Sweet Girl To Me"
- 1981: "She Can't 'Make-Up' Her Mind" / "Stick It Out!"
- 1982: "The Big Rock" / "The Ugly Truth"
- 1982: "Tear It Up" / "Gonna Stop"
- 1982: "Just Like That" / "If I Want To" (1982)

### Solo-EP
- 1984: The Big One

### Solo-Alben
- 1993: Cruel World
- 2000: Crossroads